# Подбуче
Подбуче (пол. Podbucze) — село в Польщі, у гміні Ґодув Водзіславського повіту Сілезького воєводства.
Населення — 207 осіб (2011).
У 1975-1998 роках село належало до Катовицького воєводства.

## Демографія
Демографічна структура станом на 31 березня 2011 року:
|          | Загалом | Допрацездатний вік | Працездатний вік | Постпрацездатний вік |
| -------- | ------- | ------------------ | ---------------- | -------------------- |
| Чоловіки | 105     | 29                 | 66               | 10                   |
| Жінки    | 102     | 14                 | 64               | 24                   |
| Разом    | 207     | 43                 | 130              | 34                   |